# Mulawad, Basavana Bagevadi
Mulawad là một làng thuộc tehsil Basavana Bagevadi, huyện Bijapur, bang Karnataka, Ấn Độ.